# Enriqueta Toda
Enriqueta Toda (Madrid, 18 de gener de 1840–?, no abans de novembre de 1899), coneguda també com a Enriqueta de Toda i Enriqueta Toda de Herrera, va ser una tiple de sarsuela espanyola, cantant soprano i actriu.

## Biografia
Cursà estudis al Reial Conservatori Superior de Música de Madrid, on va aconseguir el segon premi en la categoria de cant en un dels concursos públics del centre, i després aconseguí premis pràcticament cada any així com una pensió d'estudis el 1859.
Molt aplaudida ja abans de ser contractada per la companyia pel Teatre de la Zarzuela de Madrid, on va debutar el 1861 en la representació d'Ardides y cuchilladas. Va ser primera soprano de sarsuela als principals teatres madrilenys i d'arreu d'Espanya, per exemple a Sevilla, amb la companyia d'Antonio Campoamor, els anys 1868-1869. Cap a 1876, la seva veu començava a presentar símptomes de desgast a causa de l'edat, malgrat tot, va gaudir sempre d'un èxit notable i considerada una de les millors actrius espanyoles. Va actuar també diverses vegades a Lisboa el 1870, 1883 i 1897.
Es va casar amb l'empresari de sarsuela i apuntador de teatre Julián Herrera de los Olmos.
Segons el Diccionario biográfico matritense de 1912, Enriqueta Toda va morir l'any 1897, però el seu nom continuava apareixent en llistats de companyies dels anys 1898 i 1899, fent que la referència d'aquest diccionari no sigui vàlida.